# أولاد حساين (بني عمارت)
أولاد حساين هي إحدى مشيخات المملكة المغربية، تتبع جغرافيا لإقليم الحسيمة وإداريًا لبني عمارت. يقدر عدد سكانها بـ 2377 نسمة حسب الإحصاء الرسمي للسكان والسكنى لسنة 2004.